# 황주 (술)
황주(중국어 간체자: 黄酒, 정체자: 黃酒, 병음: huángjiǔ)는 중국의 양조주이다. 쌀, 수수, 기장, 밀 등 곡물과 주취를 사용해 빚는다. 바이주와 달리 증류하지 않으며, 알코올 도수도 비교적 낮다.

## 종류
- 사오싱주

## 같이 보기
- 바이주
- 허삼관매혈기